# Jose Alves dos Santos Júnior
Jose Alves dos Santos Júnior (29 juli 1969), ook wel kortweg Júnior genoemd, is een voormalig Braziliaans voetballer.

## Carrière
Júnior speelde in 1995 voor Bellmare Hiratsuka.